# 大榆村遗址
大榆村遗址，位于山东省烟台市海阳市盘石店镇大榆村，是中华人民共和国山东省文物保护单位之一。
2006年12月7日，授予山东省文物保护单位，是一座古遗址。